# Николаев, Владимир Вячеславович
Николаев Владимир Вячеславович (6 мая 1982, Воронеж, СССР) — российский кинопродюсер, сценарист. Руководитель студии Wizart Animation.

## Биография
В 2012 году студия Wizart Animation выпустила мультфильм «Снежная Королева» по мотивам сказки Ханса Кристиана Андерсена, во время работы над которым, Владимир Николаев выступал в качестве исполнительного продюсера и соавтора сценария. Этот проект стал первой полнометражной работой студии, созданной для мирового проката. Производство мультфильма длилось три года.
1 января 2015 года стартовала всероссийская премьера второй части сказки — «Снежная Королева 2: Перезаморозка», сценарий для которой был написан Владимиром Николаевым в соавторстве с режиссёром ленты Алексеем Цицилиным и художником-постановщиком Алексеем Замысловым при участии Тимура Бекмамбетова и Романа Непомнящего. В процессе производства картины Владимир Николаев выступал как исполнительный продюсер.
28 апреля 2016 годы вышла первая часть франшизы «Волки и овцы: бе-е-е-зумное превращение». Владимир выступил продюсером анимационного фильма вместе с Сергеем Сельяновым и Юрием Москвиным.
29 декабря 2016 года выходит «Снежная королева 3: огонь и лёд», где Владимир Николаев выступил сосценаристом вместе с Алексеем Цицилиным, Алексеем Замысловым и голливудским сценаристом Робертом Ленсом.

## Фильмография
- 2012 год — Снежная Королева — исполнительный продюсер, соавтор сценария
- 2015 год — Снежная Королева 2: Перезаморозка — исполнительный продюсер, соавтор сценария
- 2016 год — Волки и овцы: бееезумное превращение — продюсер